# Питър Фидлър
Питър Фидлър (на английски: Peter Fidler) е английски топограф и картограф, изследовател на Канада.

## Биография
Роден е на 16 август 1769 година в Болсоувър, графство Дарбишър, Англия. На 16-годишна възраст постъпва на работа като общ работник в лондонския клон на компанията „Хъдсън Бей“, занимаваща се с търговия на ценни животински кожи. През 1788 е изпратен да работи в компанията в Канада и се установява в Йорк, като секретар на тамошния клон. През 1790 е прехвърлен в Къмбърлънд Хаус, където през следващите две години активно се обучава на геодезия и топография от титулярния топограф Филип Търнър, който по това време не може да изпълнява задълженията си поради травма на крака си. След неговото уволнение през 1792, Фидлър е назначен на неговото място и заема тази служба до 1821.
В продължение на близо 30 години Фидлър заснема и картира заедно със своите помощници огромния район между езерото Атабаска и Хъдсъновия залив. Картира средното и горното течение на река Атабаска и системата ѝ и реките Северен Саскачеван, Южен Саскачеван и Чърчил.
Умира на 17 декември 1822 година във Форт Дофин, провинция Манитоба, на 53-годишна възраст.

## Памет
Неговото име носят:
- град Фидлър (53°04′ с. ш. 117°15′ з. д. / 53.066667° с. ш. 117.25° з. д.), в провинция Алберта;
- езеро Фидлър (58°39′ с. ш. 101°05′ з. д. / 58.65° с. ш. 101.083333° з. д.), в провинция Манитоба;
- езеро Фидлър (57°11′ с. ш. 96°57′ з. д. / 57.183333° с. ш. 96.95° з. д.), в провинция Манитоба;
- езеро Фидлър (65°03′ с. ш. 107°35′ з. д. / 65.05° с. ш. 107.583333° з. д.), в територия Нунавут;
- езеро Фидлър (53°05′ с. ш. 92°57′ з. д. / 53.083333° с. ш. 92.95° з. д.), в провинция Онтарио;
- езеро Фидлър (57°19′ с. ш. 103°47′ з. д. / 57.316667° с. ш. 103.783333° з. д.), в провинция Саскачеван;
- залив Фидлър (58°10′ с. ш. 102°58′ з. д. / 58.166667° с. ш. 102.966667° з. д.), на югоизточното крайбрежие на езерото Уоластън, в провинция Саскачеван;
- нос Фидлър (59°06′ с. ш. 110°25′ з. д. / 59.1° с. ш. 110.416667° з. д.), на северозападния бряг на езерото Атабаска;
- река Фидлър (устие, 53°05′ с. ш. 92°56′ з. д. / 53.083333° с. ш. 92.933333° з. д.), в провинция Онтарио, вливаща се от север в езерото Фидлър.